# 趙昊
趙昊（15世紀—16世紀），字子明，浙江宁波府鄞縣人，明朝政治人物。

## 生平
嘉靖四年（1525年）乙酉科浙江鄉試舉人，嘉靖五年（1526年）联捷丙戌科三甲八十九名進士，獲授行人司行人，选授御史，嘉靖十年（1531年）十月議改遷明顯陵，趙昊上疏勸諫，世宗以其狂悖妄言，令锦衣卫逮送刑部，降一级调外任，谪福建布政司照磨，稍迁池州推官、顺德同知，晋刑部郎，出知琼州府。以与监司忤，投劾归。

## 引用
1. ↑  《浙江通志》
2. ↑  乾隆《鄞县志·卷十五》：赵昊，字子明，嘉靖五年进士，授行人，世宗将迁献陵，昊上疏谏，谓舜葬苍梧之野，二妃未从。愿太后少损贞妇之思，隆从子之义。会廷臣亦多谏者，遂止。选授御史，张璁、桂萼以瑞莲、白雀为嘉祥，表上之。昊奏言二物世所常有，大臣以此惑上，璁罪在不貰。报闻。后太后忽问献陵不迁之故，帝以昊谏止对，太后怒，命下狱，廷杖四十，谪福建照磨。稍迁池州推官、顺德同知，晋刑部郎，出知琼州。時方征黎，昊恐滥及无辜，自请监军，诸将惮之，无敢妄报首功者。以与监司忤，投劾归。其仆携一小铜鉦，昊痛责之曰：吾在琼止饮一杯水，若辈敢私此乎！命投之江中。